# Deurningen
Deurningen (52° 18′ N, 6° 50′ L) é uma cidade dos Países Baixos, na província de Overijssel. Deurningen pertence ao município de Dinkelland, e está situada a 5 km, a nordeste de Hengelo.
Em 2001, a cidade de Deurningen tinha 1132 habitantes. A área urbana da cidade é de 0.39 km², e tem 388 residências. 
A área de Deurningen, que também inclui as partes periféricas da cidade, bem como a zona rural circundante, tem uma população estimada em 1580 habitantes.